# Teofil Anăstăsoaie
Teofil Anăstăsoaie (născut Dimitrie Anăstăsoaie; n. 16 ianuarie 1979, Hunedoara, Hunedoara, România) este un cleric ortodox român, episcop vicar al Arhiepiscopiei Romanului și Bacăului. A fost reprezentantul Patriarhiei Române pe lângă Patriarhia Ierusalimului și superiorul Așezămintelor Românești de la Ierusalim, Iordan și Ierihon.
Este membru al Sfântului Sinod al Bisericii Ortodoxe Române, fiind din 2025 episcop-vicar al Arhiepiscopiei Romanului și Bacăului, cu titulatura „Teofil Trotușanul”.

## Biografie
Născut pe 16 ianuarie 1979 în Hunedoara, a crescut în familia preotului Viorel și a presbiterei Fivii, fiind primul dintre cei șase copii. A absolvit Facultatea de Teologie Ortodoxă din București în 2001, continuând cu studii de masterat în teologie-pastorație și viață liturgică. În 2000 a intrat în obștea Mănăstirii Radu Vodă, unde a fost tuns în monahism în 2001 și hirotonit ieromonah de catre arhiepiscopul Varsanufie.
Comitetul Asociației Scriitorilor Israelieni de Limbă Română (ASILR) a hotărât acordarea premiului „Omul Anului 2022” arhimandritului Teofil Anăstăsoaie, superior al Așezămintelor românești din Ierusalim, Iordan și Ierihon și reprezentantul Patriarhiei Române la Locurile Sfinte.

## Cariera eclesiastică
A îndeplinit diverse ascultări, printre care profesor de liturgică, preot slujitor la Catedrala Patriarhală, exarh al mănăstirilor din Arhiepiscopia Bucureștilor și stareț al Schitului Darvari.
În 31 mai 2011 a primit titlul de doctor în teologie din partea Universității „Lucian Blaga” din Sibiu, Facultatea de Teologie Ortodoxă „Andrei Șaguna”, unde a susținut lucrarea cu tema „Sfântul și Marele Mir în Biserica Ortodoxă Română - Rânduiala pregătirii, semnificația teologică a materiei și efectele sacramentale ale ungerii cu Marele Mir”, avându-l profesor coordonator pe mitropolitul Laurențiu Streza al Ardealului.
La 15 aprilie 2014 a fost numit în ascultarea de mare eclesiarh al Catedralei Patriarhale din București, pe care a îndeplinit-o până în luna decembrie 2014.
Începând cu luna ianuarie 2015, arhimandritul Teofil Anăstăsoaie a primit, prin decizia patriarhului României, Daniel, ascultarea de superior al Așezămintelor Românești din Țara Sfântă. În ziua de 11 ianuarie 2015, la Reprezentanța Patriarhiei Române din Ierusalim, după săvârșirea Sfintei Liturghii, oficiată din încredințarea și cu binecuvântarea patriarhului Daniel, episcopul Timotei Prahoveanul a săvârșit rânduiala instalării părintelui arhimandrit Teofil Anăstăsoaie în noua sa calitate de reprezentant al Patriarhiei Române pe lângă Patriarhia Ierusalimului și superior al Așezămintelor Românești de la Ierusalim, Iordan și Ierihon. A contribuit la păstrarea rânduielilor monahale și la promovarea patrimoniului spiritual românesc.
A fost ales în sesiunea de vară a Sfântului Sinod al Bisericii Ortodoxe Române, miercuri, 2 iulie 2025, ca episcop-vicar al Arhiepiscopiei Romanului și Bacăului cu titulatura de Trotușanul.